# Dom Liwii
Dom Liwii (łac. Domus Livia) – budynek, jeden z lepiej zachowanych na rzymskim Palatynie. Uważany za część pierwotnej rezydencji cesarza Oktawiana Augusta. Budynek datowany jest na I wiek p.n.e. W budynku zachowała się posadzka i część fresków przedstawiających sceny mitologiczne, pejzaże oraz widoki miejskie.